# Lisístrat
|  | Per a altres significats, vegeu «Lisístrat (endeví)». |

Lisístrat (grec antic: Λυσίστρατος, llatí: Lysistratus) fou un escultor grec nascut a Sició germà de Lisip de Sició, que Plini el Vell situa a l'Olimpíada 114 i, per tant, a la segona meitat del segle iv aC.
Va dedicar la seva obra a esculpir retrats, representacions que feia posant el realisme per davant de la recerca de cap ideal de bellesa; segons Plini, va ser pioner en aquesta pràctica, atès que amb anterioritat el criteri estètic se superposava al criteri del realisme. Va ser el primer que va reproduir les cares amb guix per fer-ne diverses còpies abocant cera en aquests motles. Se sap que va fer una estàtua de Melanip, segons que diu Tacià.